# Duży (film)
Duży lub Dorosły – amerykańska komedia z 1988 roku.

## Główne role
- Tom Hanks – Josh Baskin
- Elizabeth Perkins – Susan
- Robert Loggia – MacMillan
- John Heard – Paul
- Jared Rushton – Billy
- David Moscow – Josh (12 lat)
- Jon Lovitz – Scotty Brennen

## Fabuła
12-letni Josh nie czuje się akceptowany w szkole z powodu niskiego wzrostu. Podczas balu karnawałowego, prosi „maszynę marzeń” o to, żeby był dorosły. Następnego dnia budzi się jako 35-letni mężczyzna, ale została mu mentalność nastolatka. Rodzice go nie poznają, więc musi radzić sobie sam. Wyrusza do Nowego Jorku, gdzie pracuje w fabryce zabawek.

## Nagrody i nominacje
Oscary za rok 1988
- Najlepszy scenariusz oryginalny – Gary Ross, Anne Spielberg (nominacja)
- Najlepszy aktor – Tom Hanks (nominacja)

Złote Globy 1988
- Najlepszy aktor w komedii lub musicalu – Tom Hanks
- Najlepsza komedia lub musical (nominacja)

Nagrody Saturn 1988
- Najlepszy scenariusz – Gary Ross, Anne Spielberg
- Najlepszy aktor – Tom Hanks
- Najlepszy aktor drugoplanowy – Robert Loggia
- Najlepszy film fantasy (nominacja)
- Najlepsza reżyseria – Penny Marshall (nominacja)
- Najlepszy występ młodego aktora – Jared Rushton (nominacja)

Nagrody Saturn 2007
- Najlepsze specjalne wydanie DVD (nominacja)